# Fuerza Aérea de la República de China
La Fuerza Aérea de la República de China (en chino tradicional: 中華民國空軍; en pinyin: Zhōnghuá Mínguó Kōngjūn), es la fuerza aérea de República de China (Taiwán). Su función primaria es defender el espacio aéreo sobre y alrededor de Taiwán. Una de las prioridades de la Fuerza Aérea de Taiwán es el reconocimiento de largo alcance y redes aéreas integrando los sistemas C4ISTAR de efectividad de batalla, usando armas de contraataque, cazas, misiles de largo alcance y aeropuertos especialmente diseñados, todo este sistema es una red de sistemas que sirven para sobrevivir contra un ataque aéreo.

## Inventario
| Aeronave                       | Origen                     | Tipo                            | Versiones             | En servicio (2023) | Notas                                                                                        |
| Avión de combate               | Avión de combate           | Avión de combate                | Avión de combate      | Avión de combate   | Avión de combate                                                                             |
| ------------------------------ | -------------------------- | ------------------------------- | --------------------- | ------------------ | -------------------------------------------------------------------------------------------- |
| Lockheed F-16 Fighting Falcon  | Estados Unidos             | Caza polivalente                | F-16 A/B Block 20     | 110                |                                                                                              |
| Lockheed F-16 Fighting Falcon  | Estados Unidos             | Caza polivalente                | F-16 V                | 56                 | Pedidos                                                                                      |
| Dassault Mirage 2000-5         | Francia                    | Caza polivalente                | Mirage 2000-5EI       | 45                 |                                                                                              |
| AIDC F-CK-1 Ching-kuo          | República de China(Taiwán) | Caza polivalente                | F-CK-1C               | 103                |                                                                                              |
| Northrop F-5 Tiger II          | Estados Unidos             | Caza                            | F-5E                  | 27                 |                                                                                              |
| AEW&C                          |                            |                                 |                       |                    |                                                                                              |
| Grumman E-2 Hawkeye            | Estados Unidos             | Alerta temprana y control       | E-2TE-2C Hawkeye 2000 | 42                 | [ 2 ]                                                                                        |
| Avión de reconocimiento        |                            |                                 |                       |                    |                                                                                              |
| Northrop RF-5E Tigergazer      | Estados Unidos             | Avión de reconocimiento         | RF-5E                 | 6                  |                                                                                              |
| Lockheed RF-16 Fighting Falcon | Estados Unidos             | Caza polivalente/reconocimiento | F-16 A/B Block 20     | 8                  |                                                                                              |
| Avión de entrenamiento         |                            |                                 |                       |                    |                                                                                              |
| Northrop F-5 Tiger II          | Estados Unidos             | Caza de entrenamiento           | F-5F                  | 35                 | La variante F se utiliza para entrenamiento, aunque mantiene sus características de combate. |
| Dassault Mirage 2000-5         | Francia                    | Caza de entrenamiento           | Mirage 2000-5DI       | 9                  |                                                                                              |
| AIDC AT-3 Tzu Chung            | República de China         | Entrenamiento avanzado          | AT-3A/B               | 47                 |                                                                                              |
| Beechcraft T-34 Mentor         | Estados Unidos             | Entrenamiento básico            | US-1A                 | 34                 |                                                                                              |
| AIDC F-CK-1 Ching-kuo          | República de China(Taiwán) | Caza de entrenamiento           | F-CK-1D               | 26                 | Variante de entrenamiento                                                                    |
| Lockheed F-16 Fighting Falcon  | Estados Unidos             | Caza de entrenamiento           | F-16 B                | 26                 |                                                                                              |
| Lockheed F-16 Fighting Falcon  | Estados Unidos             | Caza de entrenamiento           | F-16 V                | 10                 | Pedidos                                                                                      |
| Aviones de transporte          |                            |                                 |                       |                    |                                                                                              |
| Lockheed C-130 Hércules        | Estados Unidos             | Transporte tácticoELINT         | C-130HC-130HE         | 191                |                                                                                              |
| Alenia C-27J Spartan           | Italia                     | Transporte Mediano/Logístico    | C-27J                 | 0                  | 6 pedidos                                                                                    |
| Beechcraft 1900C               | Estados Unidos             | Transporte VIP                  | B-1900C               | 10                 |                                                                                              |
| Fokker F50                     | Países Bajos               | Transporte VIP                  | F50                   | 3                  |                                                                                              |
| Boeing 737                     | Estados Unidos             | Transporte VIP                  | B737-800              | 1                  | Air Force One                                                                                |
| Helicópteros                   |                            |                                 |                       |                    |                                                                                              |
| Eurocopter AS 332 Super Puma   | Unión Europea              | SAR                             | EC-225                | 20                 |                                                                                              |
| Sikorsky S-62                  | Estados Unidos             | Transporte                      | S-62A                 | 1                  |                                                                                              |

## Galería de imágenes

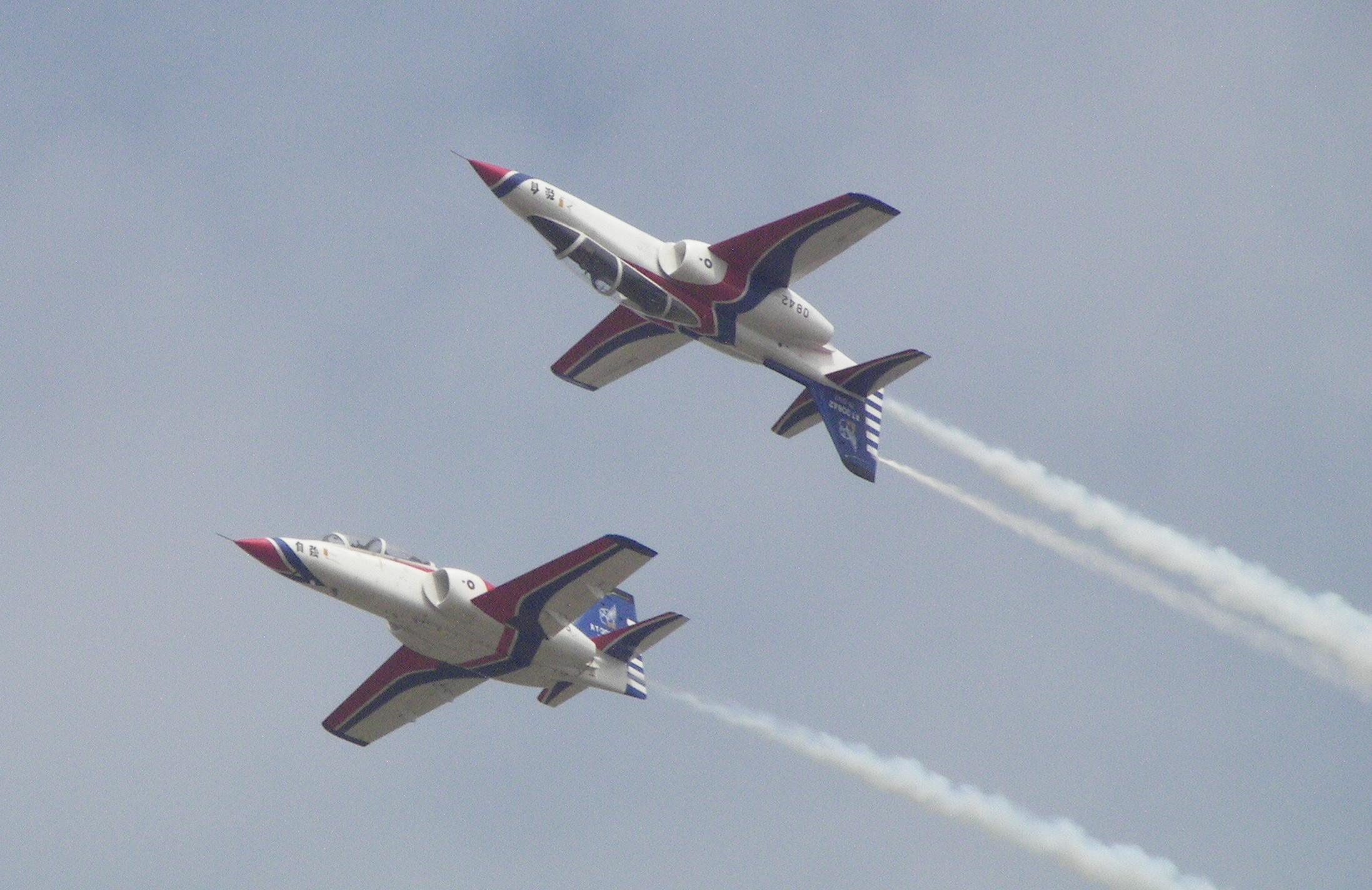
Exhibición de aviones AIDC AT-3 "Tzu Chung".
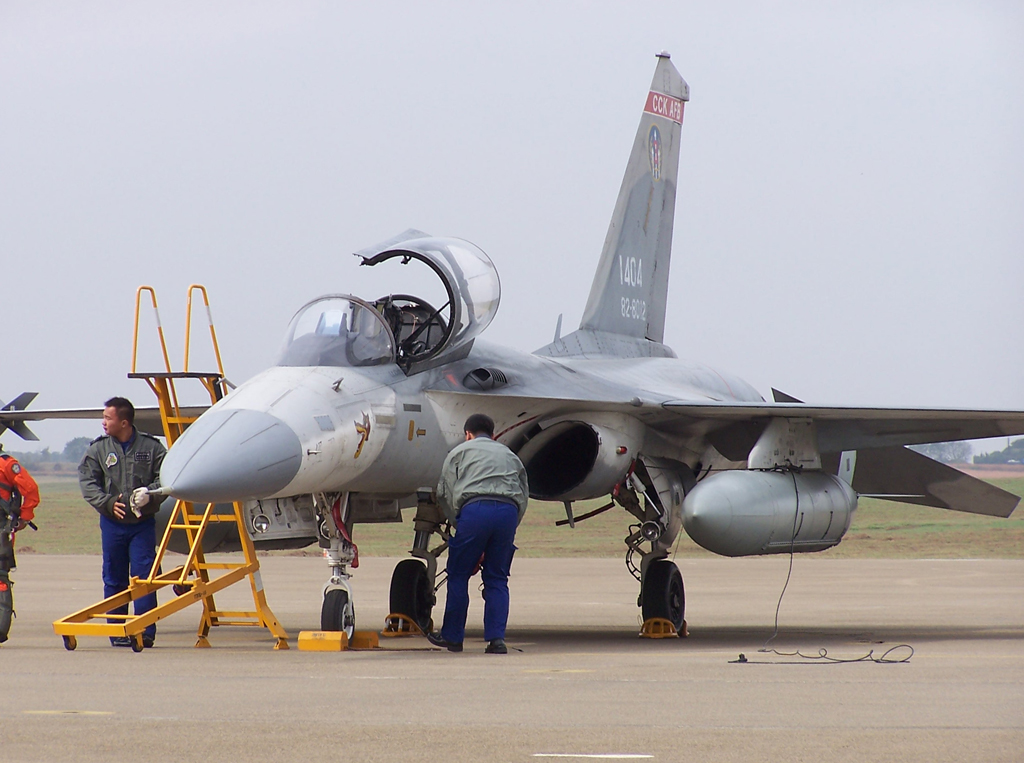
Un AIDC F-CK-1 "Ching-kuo".
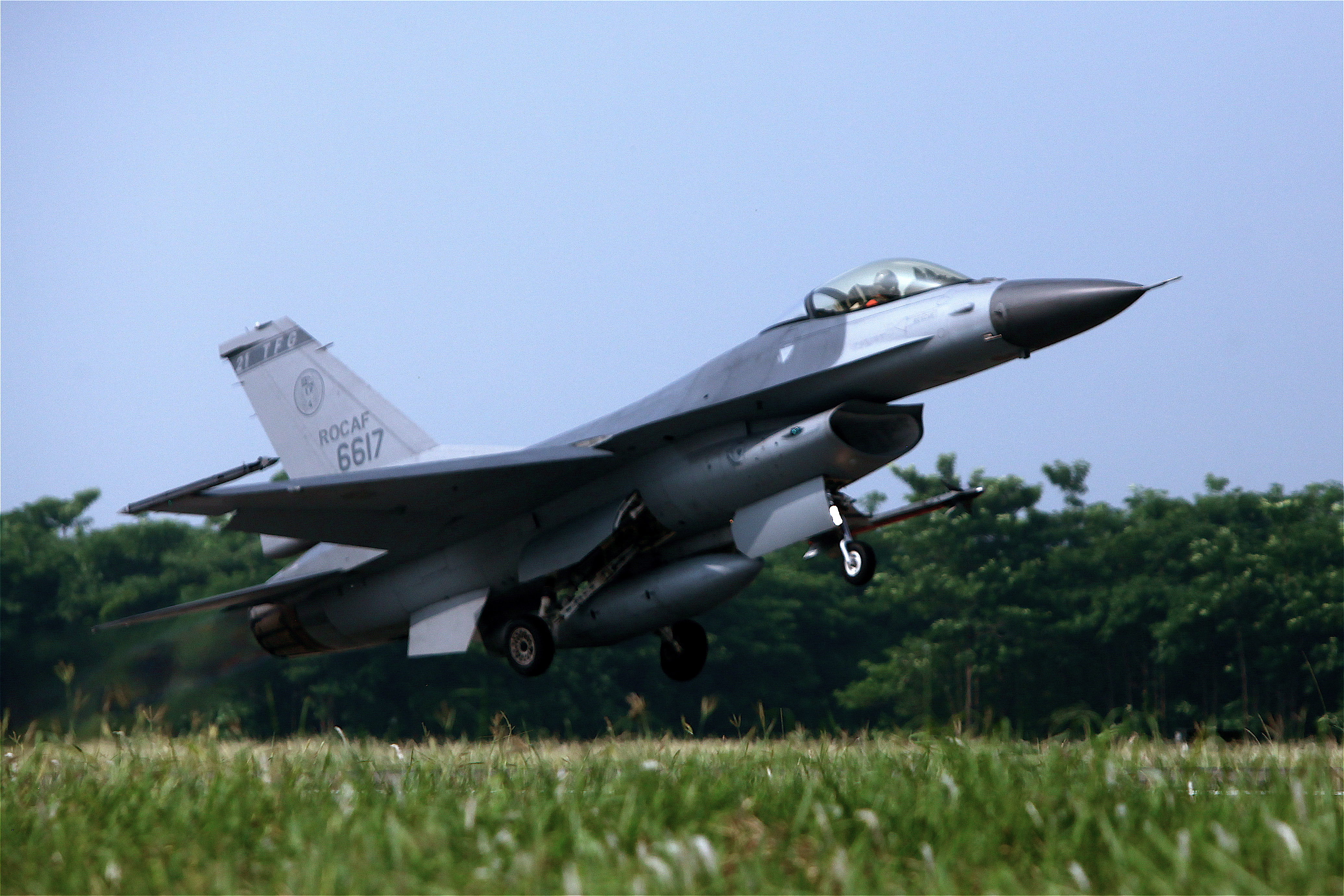
Un F-16 despegando.
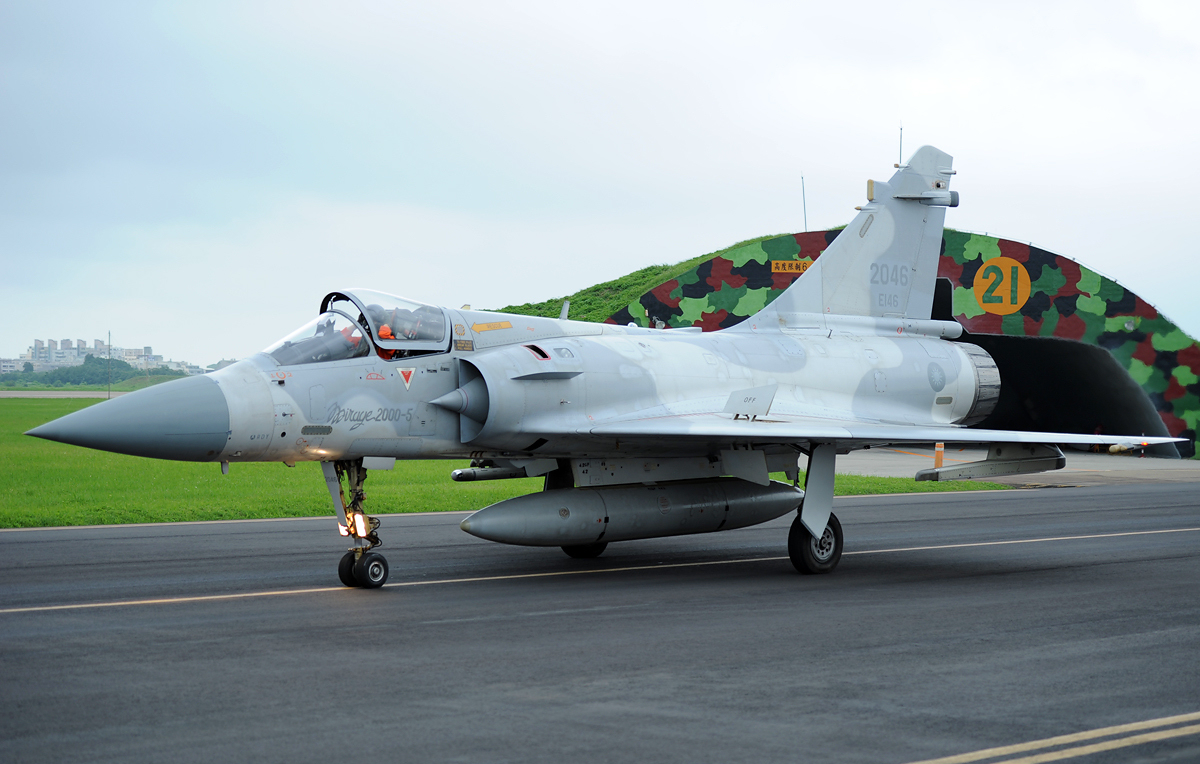
Un Mirage 2000 en pista.
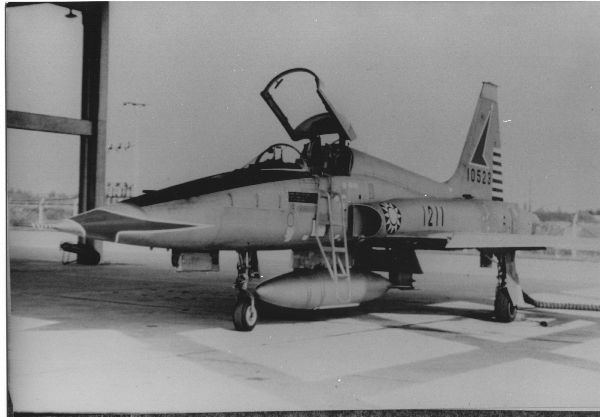
Uno de los primeros F-5 de la Fuerza Aérea de la República China.